# FNs Fredsmedalje
FNs Fredsmedalje er en mindemedalje oprettet af FN for at fremme fred. Først lavet af Franklin Mint i 1971. Et nyt design produceres hvert år med begrænsede oplag udbydes til salg i guld, sølv og bronze. Guldmedaljer kan formelt overrækkes af FN-embedsmænd som en diplomatisk gave til statsoverhoveder, tidligere FN's generalsekretærer og dignitarer der besøger FN's hovedkvarter. 